# Giovanni Battista Zampironi
Giovanni Battista Zampironi (Venezia, 25 febbraio 1836 – Orgnano, 28 settembre 1906) è stato un farmacista, chimico, inventore e imprenditore italiano.
Pioniere dell'industria insettifuga e insetticida, è ricordato per aver inventato lo zampirone.

## Biografia

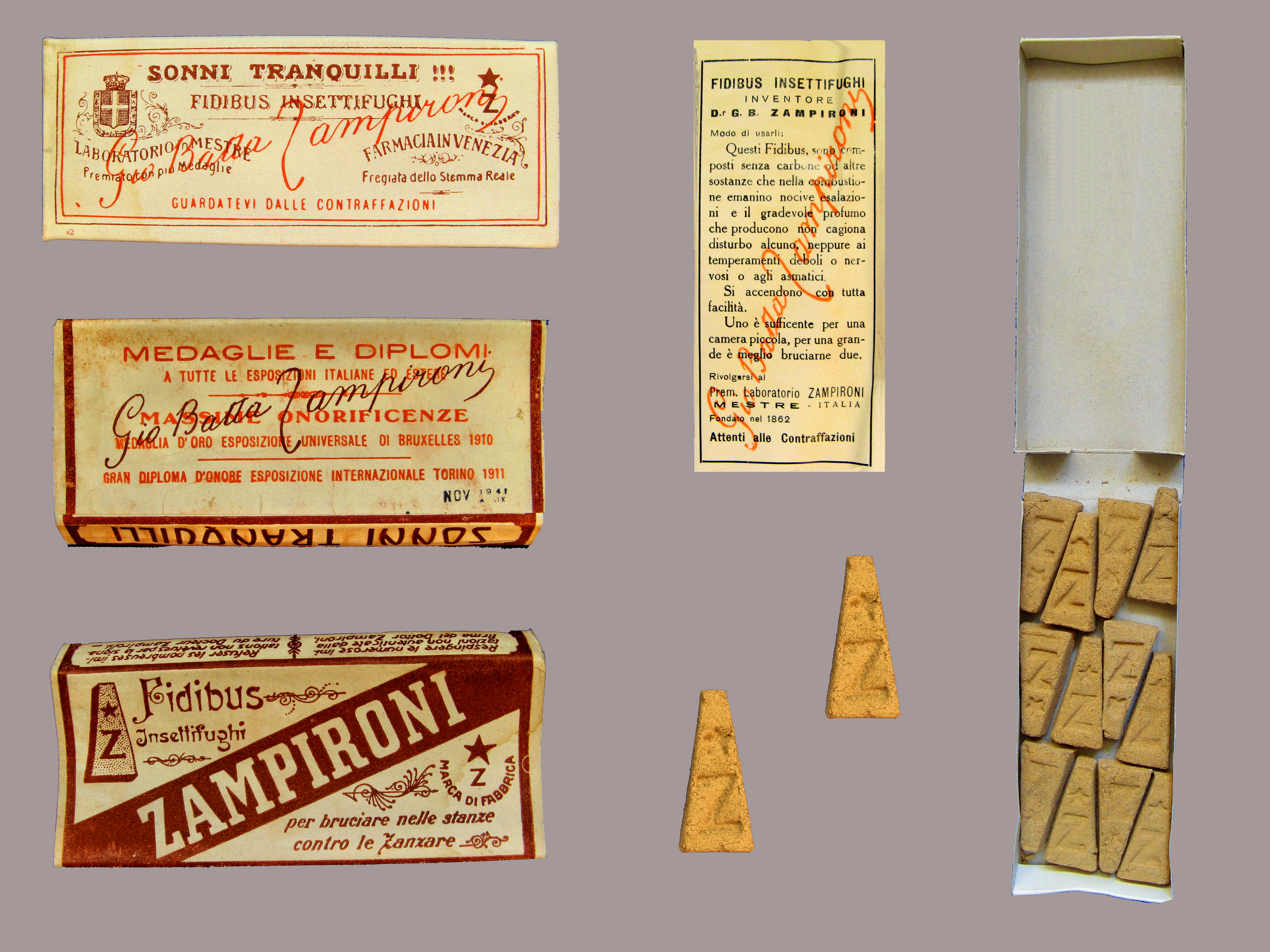
Scatola di Fidibus (collezione M. Orlandini)

Figlio secondogenito di Giovanni Battista e di Anna Monterumici, di agiata famiglia borghese, nacque nel 1836 nella Venezia austriaca, vicino alla Chiesa di San Moisé.Non molte sono le notizie certe intorno all'infanzia di Zampironi. Lo Stato di famiglia datato 1850 registra, come residenti all'anagrafico 1493 del Sestiere di San Marco, Giovanni Battista e la madre Anna. Il padre, Giovanni Battista senior, era morto nel 1848. Il suo testamento olografo, redatto in data 19 febbraio dello stesso 1848, nominava erede universale, al compimento della maggiore età, il piccolo Giovanni Battista, e stabiliva una consistente dote per la figlia Maria "quando passasse a marito". Zampironi ricevette la prima istruzione da Antonio Monterumici, lo zio materno, ingegnere municipale, dimostrando precocemente il proprio interesse per le scienze. Frequentò il liceo Santa Caterina (poi Foscarini) di Venezia, dove si distinse nell'attività di laboratorio, iscrivendosi poi all'Università di Padova. Si laureò in chimica farmaceutica il 22 dicembre 1859 discutendo una tesi sull'olio di fegato di merluzzo (che dedicò allo zio).
Possedeva due farmacie a Venezia ("All'Insegna della Fortuna" in Salizada San Moisè, San Marco 1494, la bottega di famiglia attigua alla sua abitazione, e "Zampironi", di fronte all'ex Cinema San Marco) e una a Spinea (lungo l'attuale via Roma). A queste si aggiungeva il "Premiato laboratorio Zampironi" a Mestre in borgo San Rocco (l'attuale via Manin), dal 1862, dove mise a punto la sua specialità più famosa, il "piroconofobo", detto poi "Fidibus insettifugo", a base di piretro, meglio noto come zampirone.
Proprio nel laboratorio sito in borgo San Rocco venivano prodotti e inscatolati gli zampironi da maestranze principalmente femminili. Lo stabilimento nel 1891 venne acquisito dal nobile e imprenditore Cesare Bötner, che trasferì il laboratorio in locali di sua proprietà a Carpenedo, tra via San Donà e via Vallon, poi divenuto sede del monastero di clausura delle Serve di Maria, Eremitane Scalze.
La Gazzetta Ufficiale del Regno d'Italia (Anno 1889, p.2665) cita il marchio di fabbrica del Laboratorio Zampironi.
Rimangono testimonianze della presenza della ditta Zampironi in svariate esposizioni e mostre nazionali e internazionali dal 1880 al 1906:
- 1880: Mostra di Melbourne (Australia);
- 1880: Mostra dell'Accademia dell'Industria di Parigi;
- 1883: Esposizione del Ministero per l'Artigianato, Industria e Commercio di Francia;
- 1884: Esposizione Generale Italiana di Torino;
- 1888: Esposizione di Bruxelles;
- 1889: Esposizione Universale di Parigi (1-15 maggio);
- 1889: Esposizione Universale di Gand;
- 1891 e 1892: Esposizione Nazionale di Palermo;

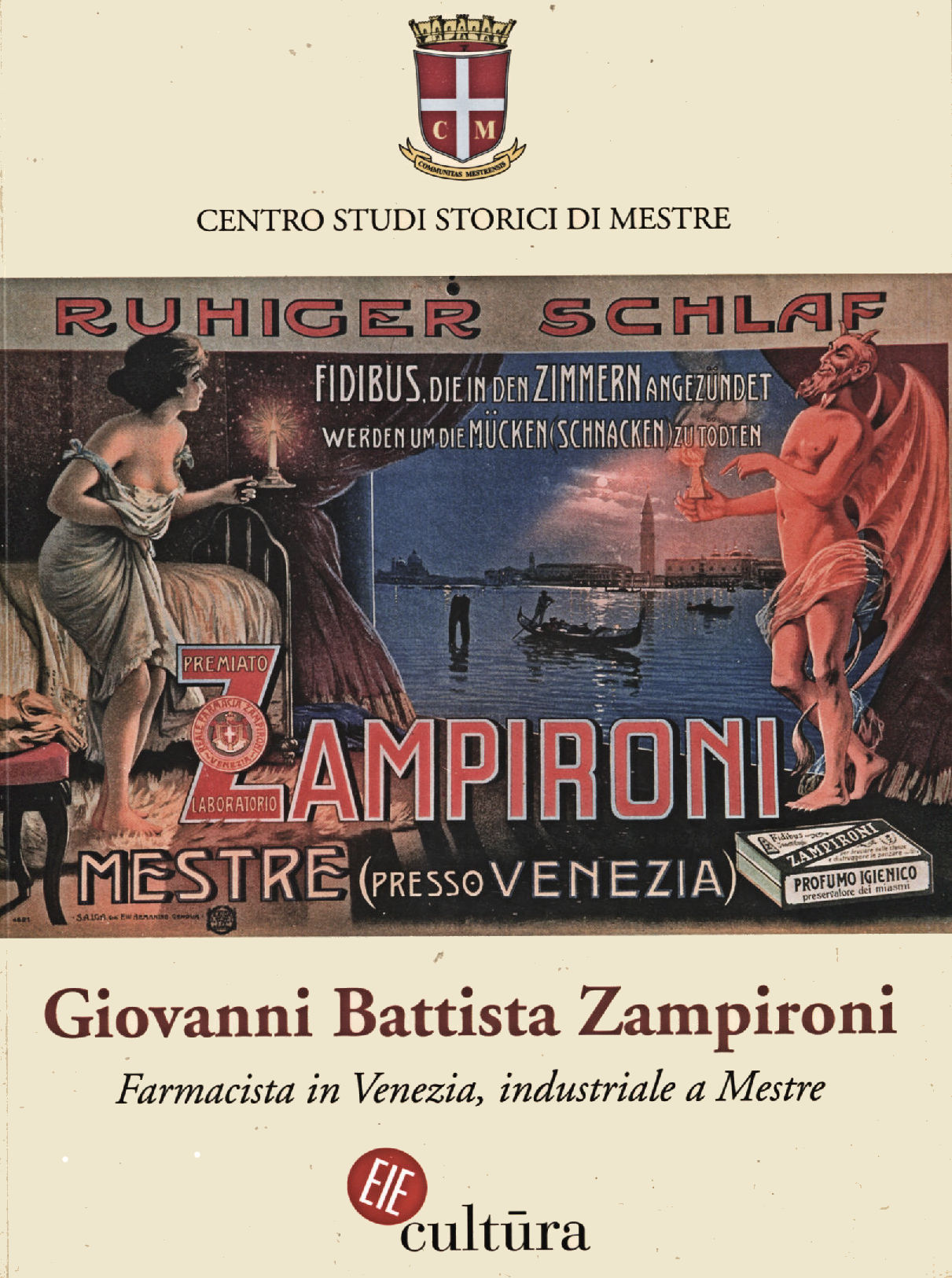
Pubblicazione su G.B.Zampironi del 2012

- 1892: Esposizione Italo-Americana di Genova;
- 1893: Columbian Exposition di Chicago;
- 1905: Esposizione Nazionale di Palermo;
- 1906: Esposizione Internazionale di Milano.

Il Bollettino del Club Alpino Italiano (redattore Dr. Francesco Virgilio, Vol XV, n. 48, Torino, Candeletti, 1881) annovera fra i propri soci ordinari: Zampironi dott. Gio.Batta segnalando, fra gli altri premi ottenuti, un Diploma d'onore di prima classe all'Esposizione Geografica Internazionale di Venezia. 

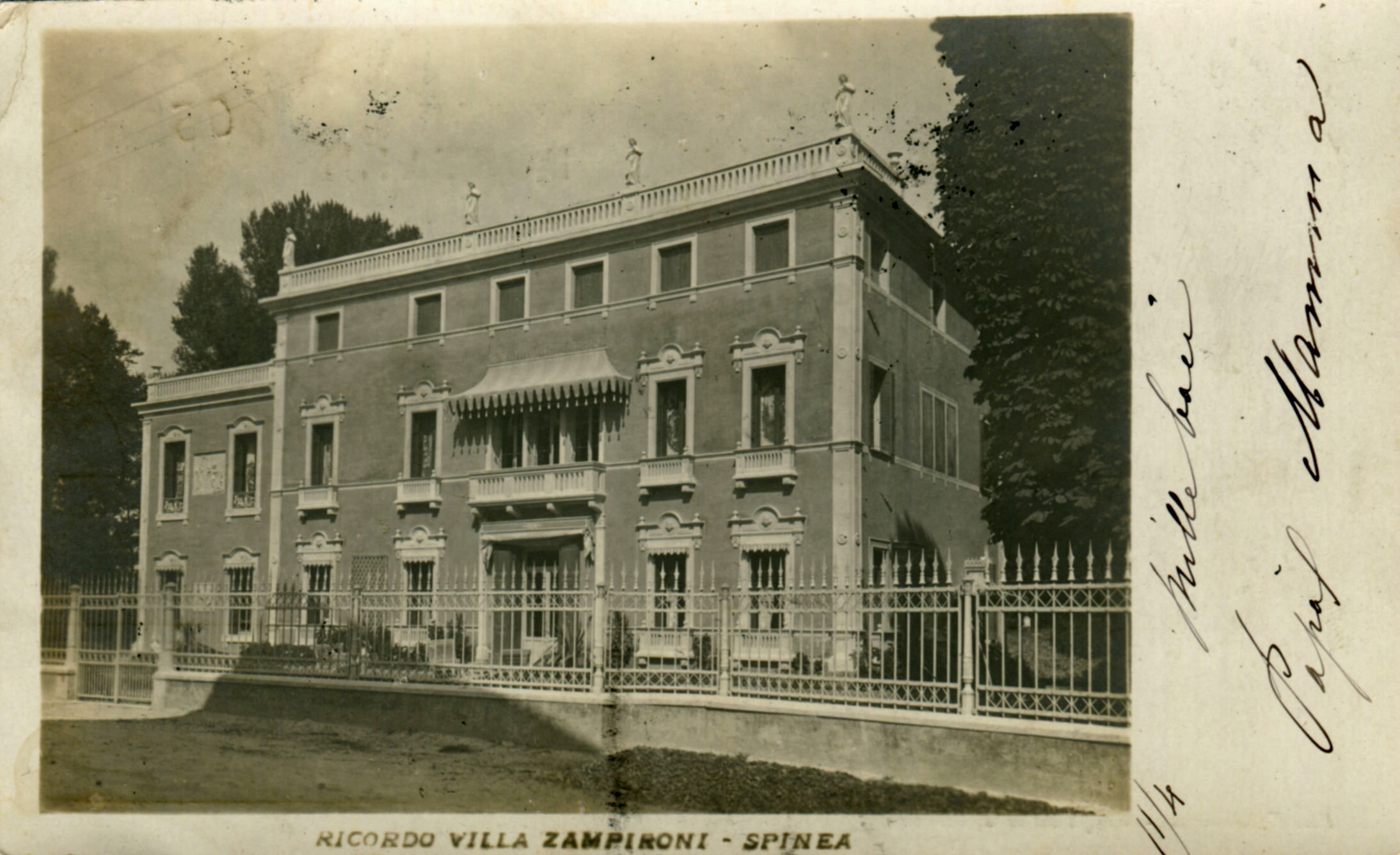
Villa Zampironi a Spinea (collezione M. Orlandini)

Morì nel 1906 nel suo palazzetto (attuale villa Franchi) a Orgnano di Spinea. Fu inumato nel cimitero di Spinea, in una semplice sepoltura comprendente una lapide sulla quale è incisa un'ape stilizzata.

## Intitolazioni
Nel 2012 il comune di Venezia gli ha intitolato la rotonda di via Circonvallazione a Mestre, non lontano dal luogo in cui sorgeva il suo laboratorio.

## Onorificenze

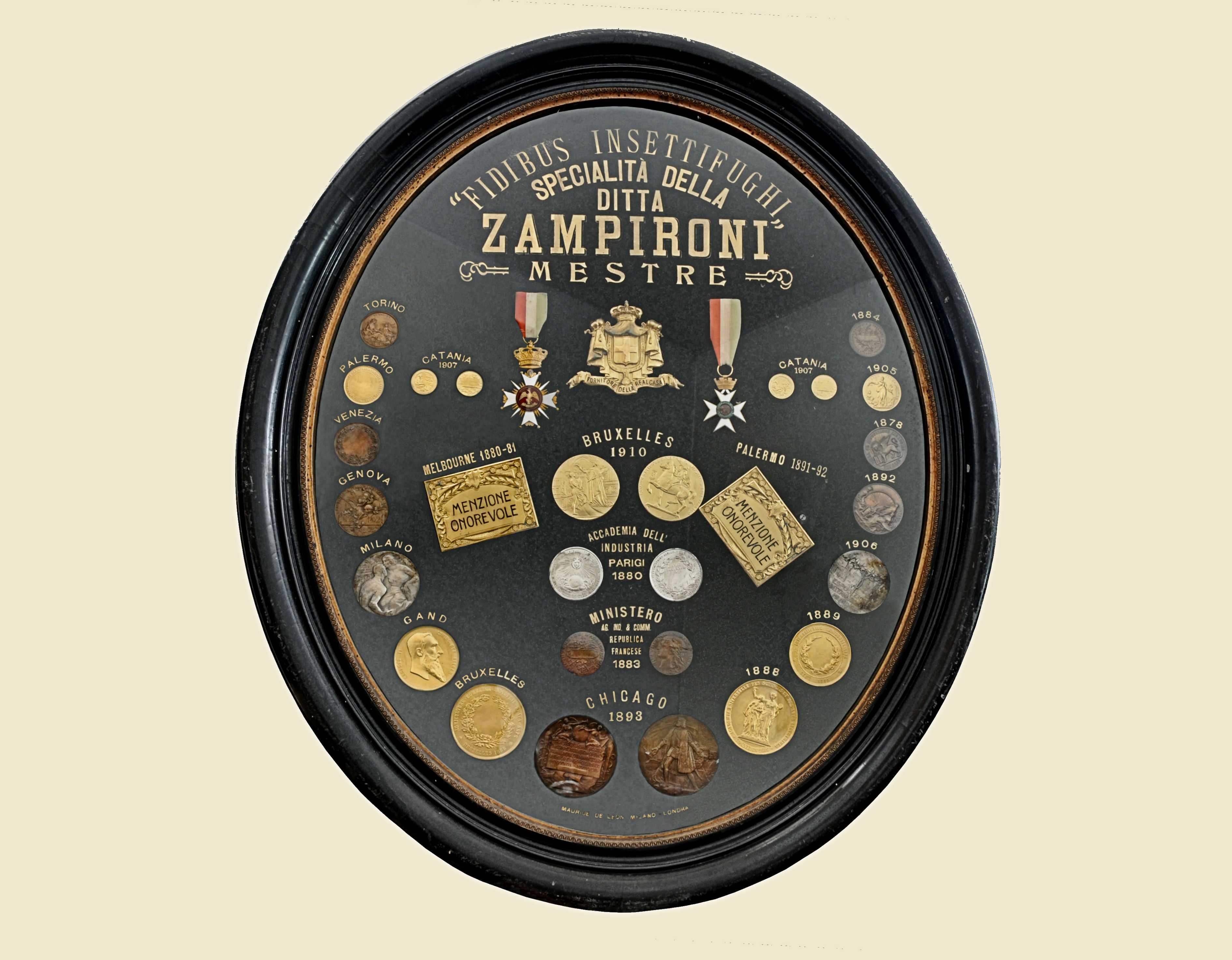
Medagliere delle onorificenze conferite a G.B.Zampironi (per cortesia di Alvise Zoppolato, detentore anche del brevetto Zampironi)